# Neuville-sur-Margival
 Neuville-sur-Margival  es una población y comuna francesa, en la región de Picardía, departamento de Aisne, en el distrito de Soissons y cantón de Vailly-sur-Aisne.

## Demografía
| 159 | 180 | 182 | 164 | 187 | 192 | 170 | 168 | 156 | 170 | 174 | 159 | 141 | 165 | 160 | 148 | 139 | 146 | 137 | 135 | 64 | 108 | 97 | 99 | 103 | 135 | 77 | 90 | 83 | 77 | 58 | 91 | 110 |
| Para los censos de 1962 a 1999 la población legal corresponde a la población sin duplicidades (Fuente: INSEE [Consultar]) |     |     |     |     |     |     |     |     |     |     |     |     |     |     |     |     |     |     |     |    |     |    |    |     |     |    |    |    |    |    |    |     |